# Chirita hochiensis
Chirita hochiensis är en tvåhjärtbladig växtart som beskrevs av Cheng Chiu Huang och Xiu Xiang Chen. Chirita hochiensis ingår i släktet Chirita och familjen Gesneriaceae. Inga underarter finns listade i Catalogue of Life.